# Sonia Tschorne
Sonia Leonor Tschorne Berestesky (Santiago de Xile, 26 d'abril de 1954) és una arquitecta i política xilena, exministra d'Estat del president Ricardo Lagos.
Va estudiar en el Liceu 7 de Nenes de la capital i després arquitectura a la Universitat de Xile, on es va titular en 1982. Amb posterioritat va obtenir un màster a la Pontifícia Universitat Catòlica del seu país en planificació urbà-regional.
Militant del Partit Socialista des dels 16 anys, va treballar per als governs de la Concertació per la Democràcia des de 1990.
Va arribar a ser directora nacional d'Arquitectura del Ministeri d'Obres Públiques i sotssecretària d'Habitatge i Urbanisme durant els governs d'Eduardo Frei Ruiz-Tagle i Ricardo Lagos Escobar.
Com a arquitecta, un dels seus últims i més importants treballs va ser el Pla Mestre d'Edificació de Santiago Centre.
Com a directora nacional d'Arquitectura, va assumir la Presidència de la Comissió Nemesio Antúnez, encarregada d'incorporar Obres Artístiques als edificis, espais públics i en les grans obres d'infraestructura pública del país.
L'any 2004 va ser designada ministra d'Habitatge i Urbanisme i de Béns Nacionals com a successora de Jaime Ravinet, designat en Defensa Nacional, acabant així amb el domini del Partit Demòcrata Cristià en aquesta cartera.
Va exercir el càrrec de biministra fins a març de l'any 2006 i després de l'ascens del seu camarada Michelle Bachelet a la Presidència de la República, en aquesta data, va tornar al Ministeri d'Obres Públiques, primer treballant en la naixent Direcció de Control i Fiscalització d'Obres Concesionadas per encàrrec d'Eduardo Bitran i després a càrrec de la Direcció general d'Obres Públiques (DGOP) a comanda del ministre Sergio Bitar.
El seu rol en aquest ministeri va ser col·laborar en la reactiviación de la cartera de concessions, així com d'altres obres de menor envergadura que durant la primera part de l'administració Bachelet no van aconseguir veure la llum.